# Trofej Umag 2017
De vijfde editie van de wielerwedstrijd Trofej Umag werd gehouden op 1 maart 2017. De 177 deelnemers moesten een parcours van 161 kilometer in en rond de Sloveense stad Umag afleggen. De wedstrijd maakte deel uit van de UCI Europe Tour, in de categorie 1.2. De Sloveen Rok Korošec won, voor de Italiaan Filippo Fortin en Alex Frame uit Nieuw-Zeeland.

## Uitslag
| Plaats  | Naam               | Ploeg               | Tijd     |
| ------- | ------------------ | ------------------- | -------- |
| Winnaar | Rok Korošec        | Amplatz-BMC         | 3u36'16" |
| 2       | Filippo Fortin     | Tirol               | z.t.     |
| 3       | Alex Frame         | JLT Condor          | z.t.     |
| 4       | Michael Carbel     | Virtu               | z.t.     |
| 5       | Žiga Jerman        | ROG-Ljubljana       | z.t.     |
| 6       | Alois Kaňkovský    | Elkov-Author        | z.t.     |
| 7       | Konrad Geßner      | Rad-Net Rose        | z.t.     |
| 8       | Aske Louring Vorre | Giant-Castelli      | z.t.     |
| 9       | Gabriele Bonechi   | Cervélo             | z.t.     |
| 10      | Robert Kessler     | LKT Brandenburg     | z.t.     |
| 11      | Ivan Balykin       | Torku Şekerspor     | z.t.     |
| 12      | Josip Rumac        | Synergy Baku        | z.t.     |
| 13      | Davide Mucelli     | Meridiana Kamen     | z.t.     |
| 14      | Bruno Maltar       | Meridiana Kamen     | z.t.     |
| 15      | Ismayil Ilyasov    | Synergy Baku        | z.t.     |
| 16      | Gian Friesecke     | Zwitserland         | z.t.     |
| 17      | Tadej Pogačar      | ROG-Ljubljana       | z.t.     |
| 18      | Ján Stöhr          | Příbram Fany Gastro | z.t.     |
| 19      | Nils Eekhoff       | Dev. Sunweb         | z.t.     |
| 20      | Kasper Asgreen     | Virtu               | z.t.     |